# Sheila Sitalsing
Sheila Sitalsing (Paramaribo, 26 september 1968) is journalist, columnist en schrijver.

## Biografie
Sitalsing is geboren in Suriname, als tweede dochter van haar Hindoestaans-Surinaamse vader (een internist) en Nederlandse moeder. Op haar 7e verhuisde het gezin naar Curaçao. Op haar 17e kwam ze naar Nederland om algemene economie te studeren. Ze begon in Amsterdam, en studeerde af als ontwikkelingseconoom aan de Erasmus Universiteit Rotterdam.
Nadat ze haar studie had afgerond begon ze aan haar journalistieke carrière als verslaggever bij het Rotterdams Dagblad. Daar vertrok ze in 1996 om redacteur te worden bij het weekblad Elsevier. Voor dit blad werd ze in 1998 correspondent Europese Unie in Brussel. Aan het begin van 2004 vervolgde ze haar loopbaan als chef van de economieredactie van de Volkskrant. In juli 2007 verruilde ze haar functie met die van politiek redacteur bij dezelfde krant.
Tussen 2009 en 2011 werkte ze in Suriname voor onder meer Starnieuws.
Sinds januari 2011 is ze freelance journalist voor onder andere Opzij en OneWorld. Sinds september 2014 is ze mede-presentator van het radioprogramma Met het oog op morgen op NPORadio1.
Vanaf maart 2011 tot en met 16 juli 2022 schreef ze een column voor de Volkskrant, op een plek op pagina twee, die ze om de dag deelde met Bert Wagendorp. Voor die columns won ze in 2013 de Heldringprijs voor beste Nederlandse columnist. De prijs werd op 25 oktober 2013 uitgereikt tijdens De Nacht van NRC in de Stadsschouwburg Amsterdam. De jury prees Sitalsing om haar degelijke feitenkennis, humorvolle benadering en de afwezigheid van enig cynisme.
Ze maakt sinds 2021 deel uit van het team dat voor de Volkskrant de podcast Elke dag maakt over politiek en actualiteit.
Sitalsing maakte geregeld haar opwachting in De Wereld Draait Door en in de rubriek Schuim en As van het discussieprogramma Buitenhof.
In april 2010 kwam het boek De kiezer heeft altijd gelijk uit. Ze schreef dit samen met Hans Wansink, redacteur bij de Volkskrant. In september 2016 verscheen de door haar geschreven biografie van Mark Rutte 'Mark. Portret van een premier'. In januari 2021 verscheen haar bundel Dagboek van een Krankzinnig Jaar bij uitgeverij De Bezige Bij.
Sinds 2022 is Sitalsing actief als panellid  in Het Kamergesprek, een tv-programma van onder meer ProDemos en Nieuwspoort waarin parlementaire debatten worden uitgelegd, onder leiding van Kemal Rijken.
Sitalsing is journalistlid van de Raad voor de Journalistiek.
Haar werd in januari 2024 een eredoctoraat toegekend door de Universiteit voor Humanistiek voor haar bijdrage aan het maatschappelijk debat.
In 2024 deed Sitalsing mee aan het 23e seizoen van De Slimste Mens. Ze eindigde in de finaleweek als vijfde.

### Bestseller 60
| Boeken met noteringen in de Nederlandse Bestseller 60 | Jaar van verschijnen | Datum van binnenkomst | Hoogste positie | Aantal weken | Opmerkingen               |
| ----------------------------------------------------- | -------------------- | --------------------- | --------------- | ------------ | ------------------------- |
| Mark                                                  | 2016                 | 21-09-2016            | 35              | 1            | biografie over Mark Rutte |
| Dagboek van een krankzinnig jaar                      | 2021                 | 20-01-2021            | 50              | 1            |                           |
| Waar ik me voor schaam                                | 2025                 | 07-05-2025            | 23              | 1            |                           |

## Privé
Sitalsing is getrouwd en heeft twee dochters. Ze is een nicht van Martin Sitalsing en van Karin Sitalsing.
- Gemeinsame Normdatei: 141739401
- International Standard Name Identifier: 0000 0001 0684 4077
- Library of Congress Control Number: n2010073018
- Nederlandse Thesaurus van Auteursnamen: 217905390
- Virtual International Authority File: 128589658
- WorldCat: E39PBJc7RDhKvgGyygQVghVV4q